# Ohad Levita
Ohad Levita (hebräisch אוהד לויטה; * 17. Februar 1986 in Kfar Saba) ist ein israelischer Fußballspieler.

## Leben
Levita spielte für den Lokalklub Hapoel Kfar Saba und gab mit 17 Jahren sein Debüt in der ersten Mannschaft im Spiel der israelischen Premier League gegen den FC Ashdod. Am 25. August 2009 wechselte Levita ablösefrei zum niederländischen Verein RKC Waalwijk. Nach seiner Rückkehr nach Israel spielte Levita eine Saison lang für Hapoel Be'er Sheva. Am 11. Juni 2012 unterschrieb er einen Vertrag beim AC Omonia.
Am 28. Juni 2013 kehrte Levita nach Israel zurück und unterschrieb einen Dreijahresvertrag bei Maccabi Netanya. In seiner ersten Saison verhalf er dem Verein zum Gewinn der Liga Leumit und zum Erreichen des Finales des Staatspokals. In der darauffolgenden Saison wurde er für eine Saison an Maccabi Haifa ausgeliehen, wo er hauptsächlich als Ersatzspieler saß.
Levita absolvierte 17 Länderspiele und war zudem Kapitän der israelischen U-21-Nationalmannschaft. Er stand von 2010 bis 2012 mehrmals im Kader der A-Nationalmannschaft, kam aber zu keinem Länderspieleinsatz.